# 铁器时代
铁器时代是考古學上继青铜时代之后的一个人类社会发展时代。这是实际上所说的铁器时代是指的早期阶段，在晚期各国都已经进入了有文字记载的文明时代，也就多以各国的朝代来称呼其时代。当时人們已能冶铁和製造鐵器作为生产工具。其與之前時代的主要區別在於農業發展，宗教信仰與文化模式。
鐵器時代是在三時代系統中最後的主要時期，三時代系統是丹麥考古學家克里斯蒂安·于恩森·汤姆森在1836年時所提出，共分為石器時代、青銅器時代與鐵器時代。
各地區進入鐵器時代的時間不盡相同，亦難以準確的年份標示，即使同在歐洲，日耳曼地區和羅馬進入鐵器時代的時間亦有所不同。世界上最早进入铁器时代的是赫梯王国，在公元前15世纪已能大量炼铁，而近年考古發現的證據顯示其鐵器的生產至少可以追溯到公元前20世紀。中国在春秋末期（公元前五世纪），大部分地区已使用铁器。在美洲及大洋洲的鐵器時代並不是發展自青銅器時代，因為鐵的運用是由歐洲探險家傳入的。
雖然不同地區進入鐵器時代的時間有所不同，但鐵器時代與之前時代的區別仍是十分明顯的。鐵的製程較難掌握，故鐵器時代是指已經能運用很複雜的金屬加工來生產工具。而鐵的硬度，高熔點與鐵礦的高蘊含量，使得鐵相對青銅來得便宜及可在各方面運用，所以其需求很快便遠超青銅，文明規模也急速發展。

## 鐵器的开始使用

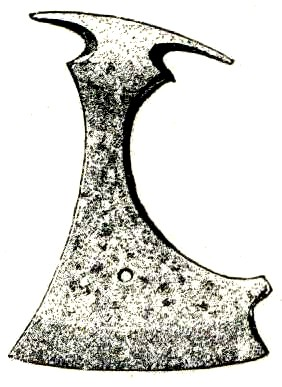
在哥得蘭島發現的鐵器時代的鐵斧頭

最先出現鐵器使用的是古埃及與蘇美，在公元前4000年已出現極少量的使用，但大多是在隕石中得到鐵，而非由鐵礦中提取。在公元前3000年至公元前2000年，在小亞細亞，埃及與美索不達米亞越來越多地由隕石礦中提練鐵。1972年於中國河北省石家莊市藁城附近台西遺址，和1979年北京市平谷縣劉家河商墓，也出土了公元前14世纪时商朝的5件铁刃铜钺，中国古人将铁称为“天石”。有些考古證據指出鐵在當時是在提煉銅時生成的副產品，稱為海綿鐵，在當時的冶練技術來說是不可進行大量生產的，铁是比金更昂贵的金属。在那些时代，铁器大多用在禮儀上，青铜器仍然是主要的生产用具。
最早大量生產鐵並將其應用的是赫梯帝國，其於公元前1400年已掌握了冶鐵技術。而到了公元前1200年，鐵已在中東各地廣泛運用，但在當時並未取代青銅在應用上的主要地位。
各地區進入鐵器時代的次序列舉如下。

## 历史

### 非洲
在公元前1323年，埃及法老圖特卡蒙於死後獲一把鐵製匕首與黃金劍陪葬。而在今天喀土木附近的地方則是在公元前6至5世紀的主要冶鐵地方。
在西非，羅克族（约公元前500年—公元200年）是最早掌握冶鐵技術的民族。而在此後，鐵及銅的冶練技術不斷向非洲內陸散播，直至在公元200年抵達好望角為止。鐵器技術大量散播使得班圖族能改善其農耕技術，使得其脱離石器時代並將農業擴張至熱帶草原上。因為其掌握冶鐵技術，所以其在南非具有支配地位，而且是極富有的民族，同時它們亦能製造鐵製工具，武器。

### 近東
大約在公元前1400年左右，在小亞細亞的西臺帝國已掌握了鐵的冶練技術。而在公元前1200年左右，中東地區已大致掌握了鐵的冶練技術，這是因為海上民族在中東的入侵，使得本來是西臺帝國的冶鐵技術在西臺滅亡後得以傳播開去。而在歐洲，則是由古希臘在吸收了西臺的冶鐵技術後傳播開去的。

### 亞洲
亞洲鐵器時代，鐵器的廣為使用約和歐洲同時。有說法稱中國的鐵器使用要晚於中東和歐洲，大約始於公元前600年。

#### 南亞

##### 印度次大陸
印度次大陸的冶金史從西元前二千年開始，像在今日北方邦境內的马勒哈（Malhar）、Dadupur、Raja Nala Ka Tila及Lahuradewa等遺址都有找到鐵製的農具，時間約在西元前1800至1200年之間。海得拉巴（Hyderabad）的考古挖掘發現一個鐵器時代的墓地遺址。北方邦的考古學家Rakesh Tewari認為在印度鐵器時代的初期（約西元前13世紀），在印度各地就已經開始煉鐵，因此推測煉鐵技術可能在西元前16世紀就已經開始。
印度史詩一般認定是在西元前10世紀，及以後來梵語文學的梵語史詩。《吠陀》文獻約在西元前1500年至前600年形成，包括《梨俱吠陀》、《娑摩吠陀》、《夜柔吠陀》及《阿闥婆吠陀》。主要的吠陀文獻是在西元前九世紀至前七世紀形成，當時各思想的流派編譯各自的著作。在此之後，西元前五世紀至前一世紀的學校將這些知識轉換為契經。
在西元前一千年前的初期，印度的製鐵技術有顯著的進展。在這段祥和定居的時期，出現製鐵技術的進展。在東印度發現一個鐵器加工的遺址，時間可以追溯到西元前的第一個千年。在印度南部，今日的迈索尔一帶，約在西元前十二至前十一世紀就出現鐵器。這方面的進展比印度的其他地區要早很多。印度的奥义书中也提到冶金術，在印度的孔雀王朝也看到冶金術的進展。早在西元前300年至200年，印度南部已生產高品質的鐵，也就是後來的碳鋼。高品質的生鐵、煤炭及玻璃一起混合，在坩堝中加熱，最後鐵熔化，並且吸收碳。

##### 南印度
也許早在公元前300年，亦可能是在公元前200年，在南印度已有民族能生産高質素鋼材。而這些鋼材，在阿拉伯語中稱為fūlāḏ فولاذ，而在歐洲語言中則稱為wootz。

#### 东南亞
泰國班东塔碧及Khao Sam Kaeo的考古遺址中發現金屬、石頭及玻璃的藝術品，其風格和印度次大陸有關，因此推測東南亞的印度化是在西元前四至二世紀前開始，大約是鐵器時代的後期。

#### 内亚

##### 中亞
中亞的鐵器時代開始於西元前十世紀至七世紀，當時印歐語系的塞族有鐵器，地點約在現在的新疆Chawuhukou的墓地中。

##### 北亞
巴泽雷克文化是鐵器時代的考古学文化（約西元前六至三世紀），在阿爾泰山脈的西伯利亚永久凍土中挖掘到工藝品及木乃伊。

#### 東亞

##### 中国

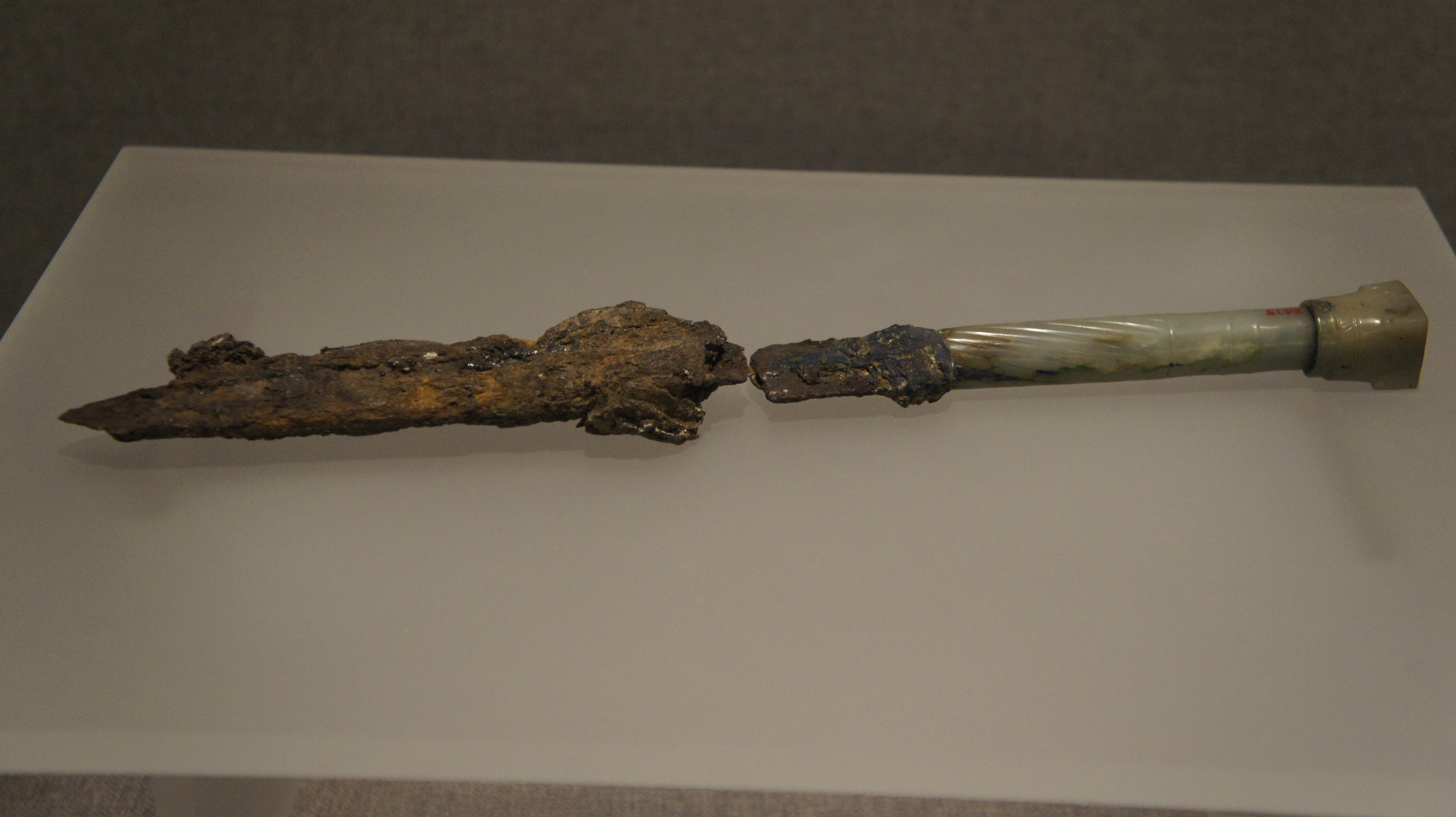
西周虢國墓中出土的玉柄鐵劍。

1972年於中國河北省石家莊市藁城台西遺址，和1979年於北京市平谷縣劉家河商墓，總共發掘出五把鐵鍍且具有鐵刃的青銅戰斧（鐵刃銅鉞），經考究後大約是在公元前14世紀的商朝所製。而在鑑定後，這些鐵應是由鐵隕石處取得，而不是透過炼铁产生的。2009年，在甘肅省臨潭縣磨溝寺洼文化墓葬中出土了兩塊鐵條，兩塊鐵條經檢測均為冶煉所得，年代為公元前14世纪的商代中期，將中國的鐵冶煉歷史向前推進了數百年。除此之外，商代的藁城台西遺址也同時發現了赤鐵礦的礦渣，唐雲明認為這里的鐵礦渣證明了商代中晚期既使用隕鐵，也使用冶煉的鐵。在這之前發現的最早的人工煉鐵為西周晚期的虢季墓中發掘出的玉柄銅芯鐵劍，此劍被中國博物館號稱為最早的中國鐵器物。商朝中後期和西周時期的中原地區可能已經偶有煉鐵，不過一直到秦朝和西漢時期，中國的大量武器仍以青铜為主，亦由於鐵器極易因氧化而銹蝕殆盡，因此春秋戰國墓葬中出土的鐵器遺物不夠豐富。
中國在公元前7世紀已出現了生鐵製品，公元前621年的秦穆公墓中出土有鐵鏟。春秋時代的鐵器遺物並不多，其中多數發現於湖南省長沙地區。戰國中期以後，出土的鐵器遍及當時的七國地區，應用到社會生產和生活的各個方面，在農業、手工業部門中並已佔居主要地位，楚、燕等地區的軍隊，裝備基本上也以鐵製武器為主。戰國時期還有一些淬火鋼件的遺物。西漢時期，應用鐵器的地域更為遼闊，器類、數量顯著增加，質量又有提高。東漢時期鐵器最終取代了青銅器。根據早期鐵器的金相檢驗，中國的塊煉鐵和生鐵可能是同時產生的。春秋末期到戰國初期，是戰國冶鐵史上的一個重要發展階段。此時早期的塊煉鐵已提高到塊煉滲碳鋼，白口生鐵已發展為展性鑄鐵。至遲到西漢中葉，灰口鐵、鑄鐵脫碳鋼興起，隨後又出現生鐵炒鋼（包括熟鐵）的新工藝。東漢時期，炒鋼、百煉鋼繼續發展，到南北朝時雜煉生鍒的灌鋼工藝問世。至此，具有中國特色的古代冶煉技術體系已基本建立。清朝時仍有使用生鐵。

##### 韓國

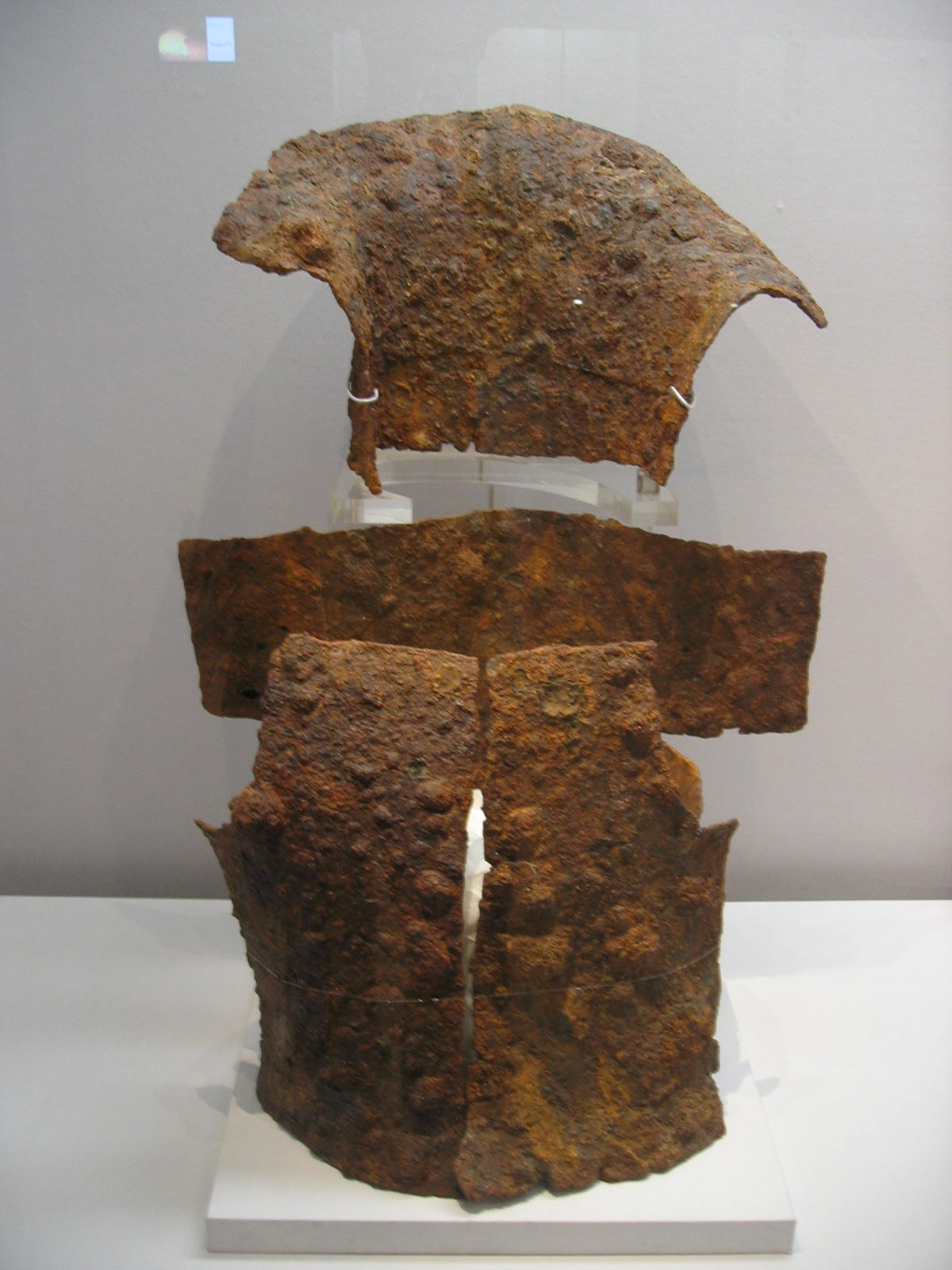
新羅的胸部和頸部裝甲，在韓國國立中央博物館展示

朝鲜半島的鐵器時代則在公元前4世纪開始，大約在戰國時代末，西漢之前。尹東錫認為鐵器是先在韓國北部流進黃海的河流（如清泉和大同江）河谷附近的部落導入。鋼鐵的生產在西元前二世紀迅速出現，而韓國南部的農夫在西元前一世紀開始使用鐵製農具。最早出現在韓國南部的鑄鐵軸是在錦江流域發現。開始生產鐵的時間和複雜的三韓部落聯盟開始的時間相近。這些部落是後來高句麗、百濟、新羅及伽倻的前身。鐵錠是當時重要的一項陪葬項目，表示死者的財富及聲望。

##### 日本
古代日本的鐵器的使用基本上是和青铜器同步開始的，都是来自於渡来人的傳播。考古發掘出的像工具、武器及裝飾品等鐵器，推測是在彌生時代後期（300 BC to 300 AD）或是後來的古墳時代，由朝鮮及中國傳入日本。
彌生時代的顯著特徵包括新的陶器風格以及開始種植水稻稻田。彌生時代興盛的地區從南九州到北本州。有時會將古墳時代及後來的飛鳥時代通稱為大和時代。

### 歐洲

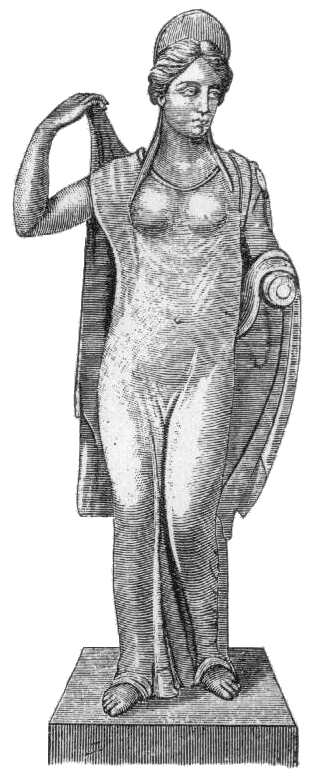
在瑞典厄蘭發現的鐵器時代居民所鑄造的青銅像

在公元前1000年左右，在歐洲地區出現了鐵製工具，大約是由小亞細亞慢慢地西傳而來。在尼德蘭，大約在公元前800年左右出現鐵製工具。而因為羅馬帶入文字，所以尼德蘭的鐵器時代大約於公元50年結束。

#### 東歐
公元前1000年左右，東歐已開始進入鐵器時代。在公元前6世紀，在經由塞爾特人傳播下，冶鐵技術已傳遍東歐。

#### 中歐
在中歐，鐵器時代通常被分為前鐵器時代 (公元前800年至公元前450年)與後鐵器時代(由公元前450年開始)。而中歐的鐵器時代因羅馬入侵而結束。

#### 地中海沿岸的歐洲
在意大利，伊托魯裡亞文明被認為是鐵器時代的開創文明。而在公元前265年，羅馬征服伊托魯裡亞後，意大利的鐵器時代結束。

#### 英國與愛爾蘭
不列颠铁器时代和爱尔兰铁器时代独立发展。

#### 北斯堪的挪維亞與芬蘭
有證據顯示斯堪的挪維亞（包含芬蘭）很早已有鐵器存在，但之後的情況不明，大約在公元前3000年至公元1000年左右。這裡的人們所開採的鐵礦含有大量的鐵砂，因為有證據顯示其含有不量磷，就像礦碴般。而其他情況仍像神話般，有待考古學上考據。

#### 德國北部與南斯堪的挪維亞
這地區的鐵器時代被分為前羅馬鐵器時代（也叫凯尔特铁器时代，公元前5世纪到公元1世纪）與羅馬鐵器時代（1到4世纪），這是因為民族遷移的結果。主要考古发现位于发现德國北部、荷兰與丹麥。使用这一名称是因为这个时期羅馬帝國的影响比之前更加深入。这个历史阶段后从375年到750/800年左右的时期则被称为斯堪的纳维亚铁器时代。

### 引用
1. ↑  藝術與建築索引典—鐵器時代 的存檔，存档日期2011-12-17.．於2009年12月18日查閱
2. ↑  "Excavation in Turkey Set to Rewrite History of Iron Age," Asahi Shimbun，2009年3月27日。
3. ↑  John Collis, "The European Iron Age" (1989)
4. ↑  . www.britannica.com.   [2022-10-12]. （原始内容存档于2021-05-17） （英语）.
5. 1 2   (PDF).   [2014-10-29]. （原始内容 (PDF)存档于2017-08-29）.
6. ↑  . The Times Of India. 2008-09-10. （原始内容存档于2009年1月4日）.
7. ↑  Early Antiquity By I. M. Drakonoff. Published 1991. University of Chicago Press. ISBN 0-226-14465-8. pg 372
8. ↑  Upanisads By Patrick Olivelle. Published 1998. Oxford University Press. ISBN 0-19-283576-9. pg xxix
9. ↑  The New Cambridge History of India By J. F. Richards, Gordon Johnson, Christopher Alan Bayly. Published 2005. Cambridge University Press. ISBN 0-521-36424-8. pg 64
10. ↑  Juleff, G. (1996), "An ancient wind powered iron smelting technology in Sri Lanka" （页面存档备份，存于）, Nature, 379 (3): 60–63.
11. ↑  Glover, I.C.; Bellina, B. . Early Interactions Between South and Southeast Asia: Reflections on Cross-cultural Exchange: 17–45.   [2014-10-29]. （原始内容存档于2017-01-14）.
12. ↑  Mark E. Hall, "Towards an absolute chronology for the Iron Age of Inner Asia," Antiquity 71.274 [1997], 863-74.
13. ↑  《文物》2012年08期 陈建立等《甘肃临潭磨沟寺洼文化墓葬出土铁器与中国冶铁技术起源》
14. ↑  唐云明. 再论藁城台西出土的铁刃钺及我国早期用铁的问题[J]. 郑州大学学报：哲学社会科学版, 1987(6):6.
15. ↑  河北省文物研究所：《藁城台西商代遗址》，文物出版社，1985年
16. ↑  藁城台西商代遗址六个"世界之最"[J]. 中共石家庄市委党校学报, 2012(7):1.
17. ↑  .   [2015-06-02]. （原始内容存档于2021-05-17）.
18. ↑  .   [2010-10-09]. （原始内容存档于2012-01-17）.
19. 1 2  Kim, Do-heon. 2002. Samhan Sigi Jujocheolbu-eui Yutong Yangsang-e Daehan Geomto [A Study of the Distribution Patterns of Cast Iron Axes in the Samhan Period]. Yongnam Kogohak [Yongnam Archaeological Review] 31:1–29.
20. 1 2  Taylor, Sarah. 1989. The Introduction and Development of Iron Production in Korea. World Archaeology 20(3):422–431.
21. ↑  Yoon, Dong-suk. 1989. Early Iron Metallurgy in Korea. Archaeological Review from Cambridge 8(1):92–99.
22. ↑  Barnes, Gina L. 2001. State Formation in Korea: Historical and Archaeological Perspectives. Curzon, London.
23. ↑  Lee, Sung-joo. 1998. Silla – Gaya Sahoe-eui Giwon-gwa Seongjang [The Rise and Growth of Silla and Gaya Society]. Hakyeon Munhwasa, Seoul.
24. ↑  . www.t-net.ne.jp.   [2022-10-12]. （原始内容存档于2011-08-08）.

### 书籍
- Bartoloni, Gilda: Archäologische Untersuchungen zu den Beziehungen zwischen Altitalien und der Zone nordwärts der Alpen während der frühen Eisenzeit Alteuropas, Ergebnisse eines Kolloquiums in Regensburg, 3. - 5. November 1994, Regensburg: Univ.-Verl. Regensburg [u.a.] 1998, ISBN 3-930480-23-9 （德文）
- Oliver, R. & Fagan, B.: Africa in the Iron Age, Cambridge University Press, 1985, ISBN 0-521-20598-0 （英文）